# Karel I. z Lichtenštejna
Karel I. z Lichtenštejna, německy Karl I. von Liechtenstein  (30. července 1569, pravděpodobně Valtice – 12. února 1627, Praha) byl první z rodu Lichtenštejnů, který se stal knížetem, a byl tedy zakladatelem knížecího rodu Lichtenštejnů.
Sňatkem roku 1595 s Annou Marií Černohorskou z Boskovic získal polovinu rozsáhlého majetku jejího otce (Černá Hora, Úsov). Druhou polovinu získal jeho bratr Maxmilián, který se roku 1597 oženil s Anninou sestrou Kateřinou a vyženil panství Bučovice a Pozořice. Lichtenštejnové se získáním tak rozsáhlého majetku zařadili mezi nejbohatší moravské šlechtické rody ještě před rokem 1600.
V roce 1599 konvertoval ke katolictví, po něm konvertovali i oba jeho bratři. V roce 1599 koupil od Pernštejnů zadlužené plumlovské panství s Prostějovem. Prostějovští měšťané mu na koupi rádi půjčili, protože bohatý šlechtic a schopný hospodář byl pro ně požehnáním, na rozdíl od bankrotujících Pernštejnů, za jejichž dluhy ručili.

## Život

### Původ
Karel byl nejstarší syn Hartmana II. z Lichtenštejna (1544–1585) a Anny Marie, hraběnky z Ortenburgu. Jeho bratry byla knížata Maxmilián a Gundakar.

### Kariéra
Karel z Lichtenštejna byl schopný politik, diplomat a hospodář, proto císařský dvůr uvažoval o jeho vyslání do Anglie nebo Francie jako vyslance císaře. Císař Rudolf II. (1552–1612) ho nakonec jmenoval nejvyšším hofmistrem, což byl nejdůležitější úřad na císařském dvoře. Toto místo si udržel až do roku 1607 – s jednou přestávkou. Kvůli milostné aféře s Annou Marií Manrique de Mendoza, vdovou po císařském generálovi Janovi z Pernštejna, musel dočasně z úřadu odejít. Jako moravský zemský hejtman pak bránil Moravské markrabství proti vojsku sedmihradského vévody Štěpána Bočkaje. Prokázal tehdy svoji dobrou orientaci v zahraniční i vnitrostátní politice, když odmítl vyhrotit konflikt s Uhrami.
V roce 1606 byl znovu povolán do Prahy do úřadu císařského nejvyššího hofmistra (do roku 1607). Schopnosti Karla I. z Lichtenštejna sehnat peníze byly pro císaře Rudolfa II. nenahraditelné, stejně jako jeho politický rozhled. V této době se Karel spojil s hlavou moravské nekatolické opozice a osobním nepřítelem císaře Rudolfa II., Karlem starším ze Žerotína (1564–1636). Oba nesouhlasili se svévolnou politikou císařského dvora, překonali proto odlišnou náboženskou a politickou orientaci, spojili síly a podpořili v rodinném sporu Habsburků o následnictví Rudolfova bratra, arcivévodu Matyáše.
Karel z Lichtenštejna začátkem roku 1608 poskytl Matyášovi velkou finanční půjčku (poskytl ji i Petr Vok z Rožmberka) na verbování vojska proti Rudolfovi II., kterému již nebylo rady ani pomoci. Císař pak 25. června 1608 v tzv. Libeňském míru musel před Matyášem kapitulovat (předal mu Uhry, rakouské země a Moravu, Matyáš byl přijat i za budoucího českého krále). Za pomoc, už jako moravský markrabě a budoucí český král, se Matyáš Karlovi z Lichtenštejna odměnil povýšením do knížecího stavu (20. prosince 1608). Na náhradu válečných škod mu pak 28. prosince 1613 udělil v léno Opavské knížectví (současně převzal vysoké dluhy). Titul knížete byl dědičný (Karel I. ho obdržel jako první šlechtic v zemích Koruny české). V roce 1623 od císaře získal slezské Krnovské knížectví. Zemské znaky obou panství jsou dodnes součástí erbu Lichtenštejnů a zároveň státního znaku Lichtenštejnského knížectví.

### České stavovské povstání
V době českého stavovského povstání stál na straně císaře Ferdinanda II. (1578–1637), jeho rozsáhlé majetky na Moravě zkonfiskovali stavové. Po bitvě na Bílé hoře se stal císařským komisařem a začátkem roku 1621 královským místodržícím v Čechách. Císař ho jmenoval předsedou mimořádného soudu, který měl potrestat stavovské povstalce. Sám několikrát na tuto funkci rezigoval, ale jeho rezignace nebyla císařem přijata. Snažil se spolupracovat s místními úřady obsazenými nekatolíky a dokonce se zastal i loajální utrakvistické církve (tj. katolické církve podobojí), ale ve Vídni tím budil jen podezření. Obviněným stavům dal dost času na útěk tím, že je začal střežit až se značným zpožděním. O milost pro odsouzené české pány žádal císaře marně.[zdroj?]
Jako odměnu za věrnost po bitvě na Bílé hoře získal v roce 1621 od císaře a krále Ferdinanda II. Řád zlatého rouna. Jako odměnu, nebo na úhradu peněz, které poskytl císaři, získal výhodně řadu statků, jež byly zkonfiskovány povstalé šlechtě (např. Kostelec nad Černými lesy, Moravská Třebová, Zábřeh, Šumperk). Někteří historici dnes korigují dřívější negativní pohled na knížete Karla I. Mimo jiné oceňují jeho politický rozhled, ekonomické schopnosti a zásluhy na zabránění nejhorších excesů císařské armády v Čechách. Kníže položil základy lichtenštejnských uměleckých sbírek, s uměním obchodoval již s císařem Rudolfem II. Český historik Josef Pekař činnost knížete Karla I. z Lichtenštejna v pobělohorském období hodnotil následovně:
Soudím, že ve vyložených zlořádech a lépe řečeno zločinech, tkví vina největší. I zde vinu dnes všestranně postihnouti a zejména trestati nelze. Ale i tu lze ukázati na osobu, která úřadem svým především nese (ovšem vedle císaře i rádců jeho) vinu hlavní – je to mimořádný královský místodržící v Čechách kn. Karel z Lichtenštejna (zemřel r. 1627). Byl v podvodech těchto přímo zúčastněn a částečně se jimi obohatil – takže v dlouholetých trapných procesech za krále Leopolda I. musil syn jeho značný díl podvodně získané kořisti státu nahraditi.
Josef Pekař: Omyly a nebezpečí pozemkové reformy

### Mincovní konsorcium
Karel I. z Lichtenštejna byl také členem mincovního konsorcia (společně s Albrechtem z Valdštejna, Pavlem Michnou z Vacínova, Janem de Witte a Jakubem Baševim), které znehodnotilo českou minci ražbou znehodnocené, tzv. „dlouhé mince“, za níž pak levně nakupovali statky, konfiskované v českých zemích. Důsledkem ražby byl státní bankrot v roce 1623. Je otázkou, v jakém rozsahu se obohatili jednotliví členové konsorcia, věrohodné informace k tomu chybějí. Jisté ale je, že Karel z Lichtenštejna získal od Albrechta z Valdštejna výhodně panství Kostelec nad Černými lesy (zaplatil jen část kupní ceny). Jeho syn Karel Eusebius pak musel v roce 1665 císaři Leopoldovi I. kupní cenu doplatit a přidat navíc peněžní dar.

## Potomstvo
V roce 1592 se Karel oženil s Annou Marií, dcerou Jana Šembery z Boskovic a Černé Hory. Z manželství vzešly čtyři děti:
- Anna Marie Františka (7. prosince 1597 – 26. dubna 1640)
- Františka Barbora (1604–1655)
- Jindřich (zemřel mladý)
- Karel Eusebius (12. září 1611 – 5. dubna 1684), ženatý se svou neteří, kněžnou Johanou Beatrix z Ditrichštejna a Mikulova (1625–1676).